# Windpark Vielau
Der Windpark Vielau wird zurzeit (Stand 2017) in der Nähe von Vielau, das zur Gemeinde Reinsdorf (Sachsen) gehört, im Windvorrang-Gebiet „GI Lohe“ errichtet. Die Windkraftanlagen werden in unmittelbarer Nähe zur Bundesautobahn 72 errichtet. Die Anlage wird von der Firma Sabowind GmbH betrieben.

## Anlagen
Es existieren bereits drei Windkraftanlagen am Standort. Diese drei Bestandsanlagen weisen Gesamthöhen von 111 m und 135 m auf.
- 50° 40′ 23,6″ N, 12° 33′ 24″ O
- 50° 40′ 23,9″ N, 12° 34′ 11,1″ O
- 50° 40′ 31,1″ N, 12° 34′ 34,5″ O

Der Windpark wird derzeit um drei Anlagen erweitert. Geplant sind eine Vestas V126 die 3,3 Megawatt Leistung bei einer Nabenhöhe von 137 Meter besitzt und zwei WKA des Typs Vestas V117 mit 3,45 Megawatt und 141,5 Meter Nabenhöhe. Nach Angaben des Betreibers können damit rund 6000 Haushalte mit Strom versorgt werden.

## Widerstand
Eine Bürgerinitiative versucht den Bau der Windkraftanlagen zu verhindern. Befürchtet werden von den Mitgliedern und Anwohnern vor allem der zu erwartenden Lärm, die Gefahr von Eiswurf auf die nahe gelegene Straße von Friedrichsgrün nach Silberstraße sowie die Gefährdung von Fledermäusen.
Auch der Gemeinderat der Gemeinde Reinsdorf hat mit großer Mehrheit die Anlagen auf Gemarkung Reinsdorf abgelehnt. Gründe hierfür waren Schlagschatten, die zum Teil in diesem Fall bis in die Siedlungsbebauung hineinreichen, Lärmparameter, aber auch die optisch bedrängende Komponente sowie der Natur- und Artenschutz. Der Landkreis Zwickau erteilte die Baugenehmigung dennoch, da das Landratsamt dazu verpflichtet sei, weil die formellen und materiellen Voraussetzungen für den Bau vorliegen.